# Sadská (Praha)
Sadská je ulice v Hloubětíně na Praze 14, která spojuje ulici Kbelskou a Nehvizdskou. Směrem od západu ji postupně protíná ulice V Novém Hloubětíně a V Humenci, následně do ní ústí ulice Pod Turnovskou tratí. Má přibližný západovýchodní průběh.

## Historie a názvy
Nazvána je podle středočeské obce Sadská v okrese Nymburk, která byla ve středověku po více než dvě stě let sídlem kapituly. Ulice vznikla a byla pojmenována v roce 1925. V době nacistické okupace v letech 1940–1945 se německy nazývala Sadsker Straße.

## Zástavba
Zástavba má charakter rodinných domů se zahradami. Pouze jižní strana mezi ulicemi V Novém Hloubětíně a V Humenci má parkovou úpravu (bývalé náměstí V Novém Hloubětíně), od roku 2013 se tam nachází dětské hřiště a venkovní posilovna. Východní úsek tvoří domy z 60. let 20. století z období výstavby sídliště Hloubětín.

## Budovy a instituce
- Mateřská škola Praha 9 - Hloubětín, odloučené pracoviště Sadská 530/20, kmenová budova je v Zelenečské 500/32. V roce 2018 mateřská škola v tomto pracovišti provozovala 2 heterogenní třídy pro přibližně padesát dětí.[7]

## Galerie

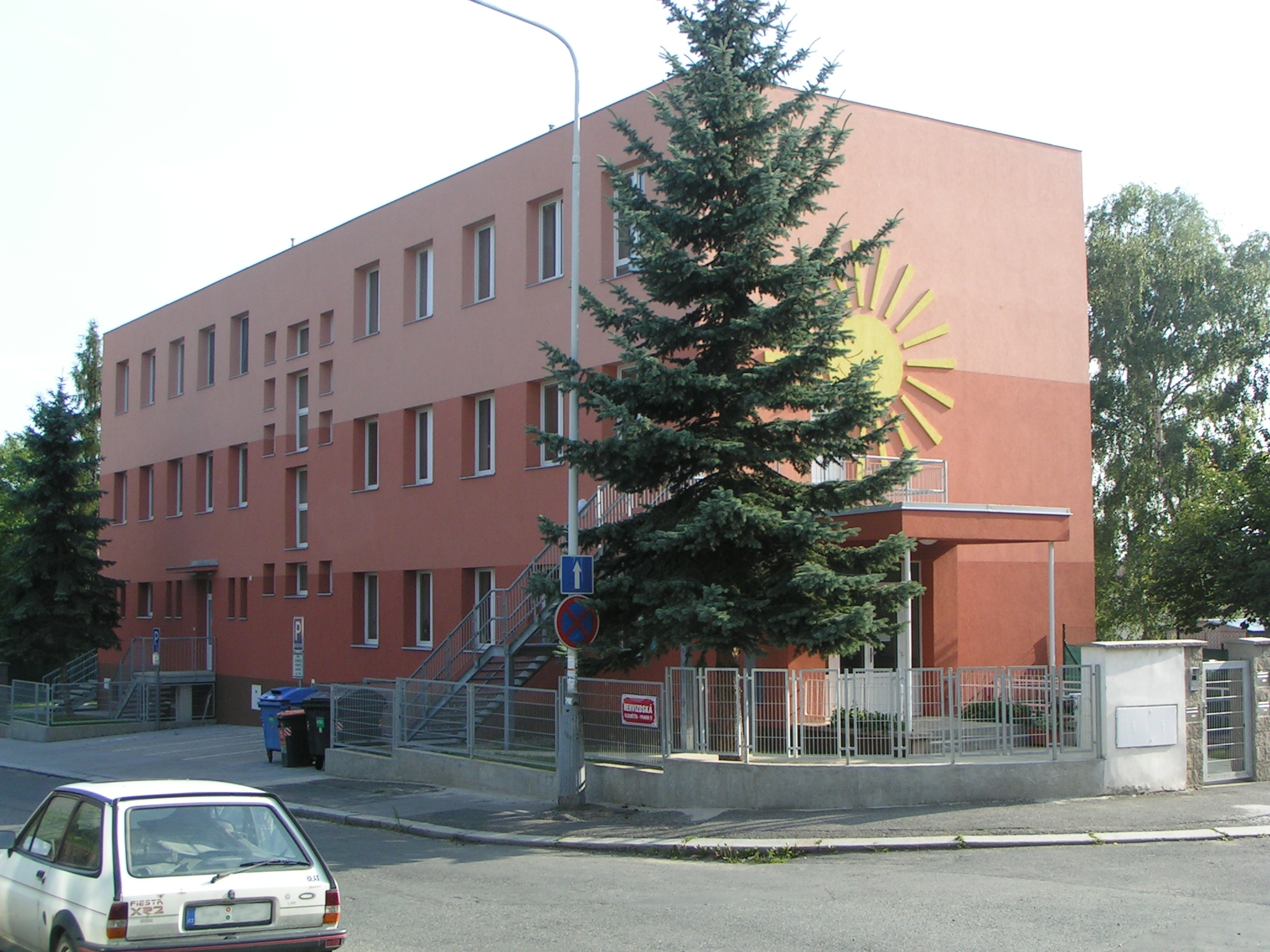
Mateřská škola Praha 9 - Hloubětín, roh ulic Nehvizdská a Sadská
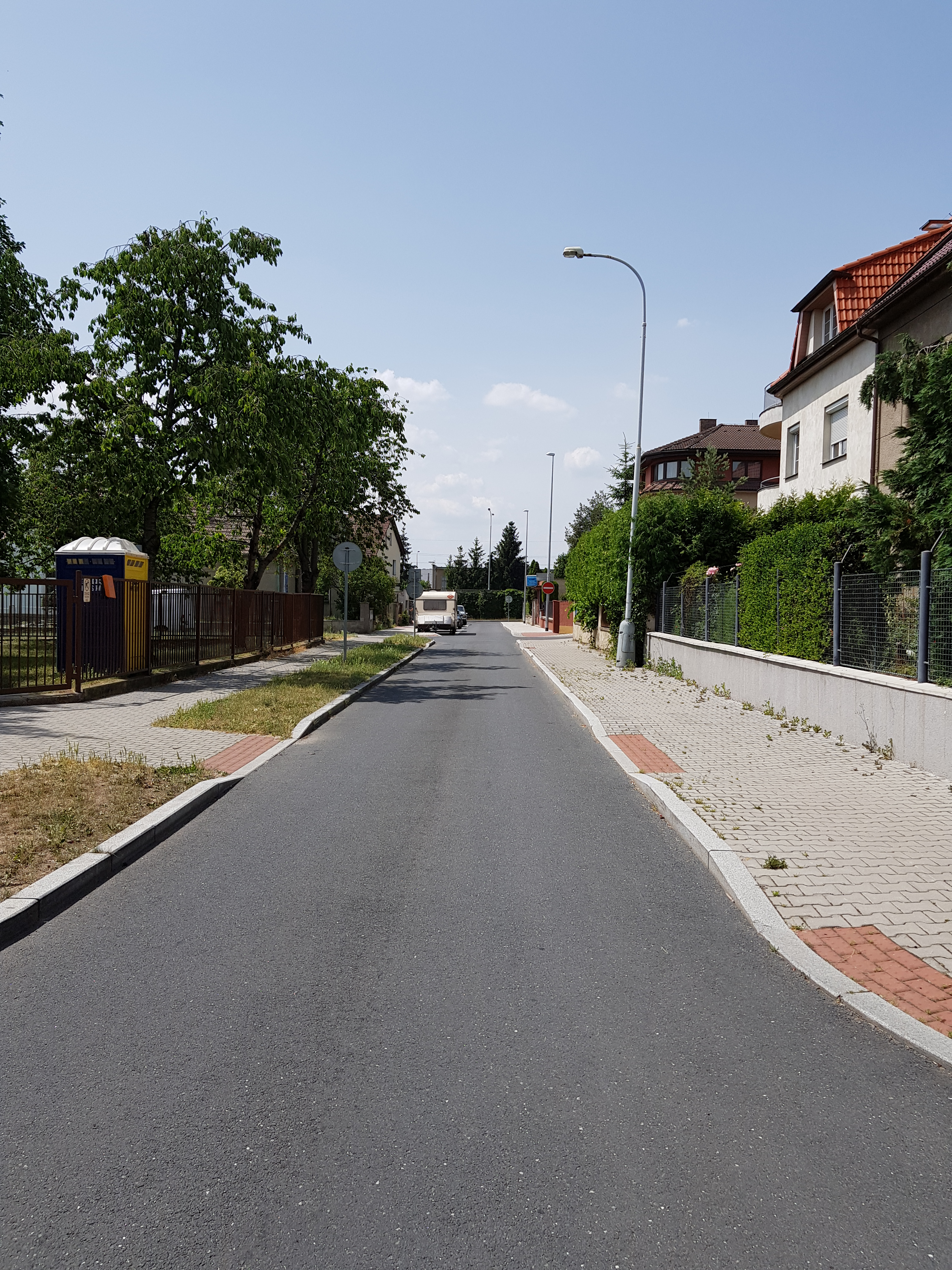
Pohled západním směrem od křižovatky s ulicí V Humenci